# Aluminium Rheinfelden
Die Aluminium Rheinfelden Group ist ein deutscher Hersteller von Aluminiumerzeugnissen. Der Sitz des Unternehmens ist Rheinfelden (Baden) im Landkreis Lörrach in Baden-Württemberg.
Mitte April 2021 gab der russische Konzern Rusal die Übernahme des Unternehmens bekannt.

## Geschichte

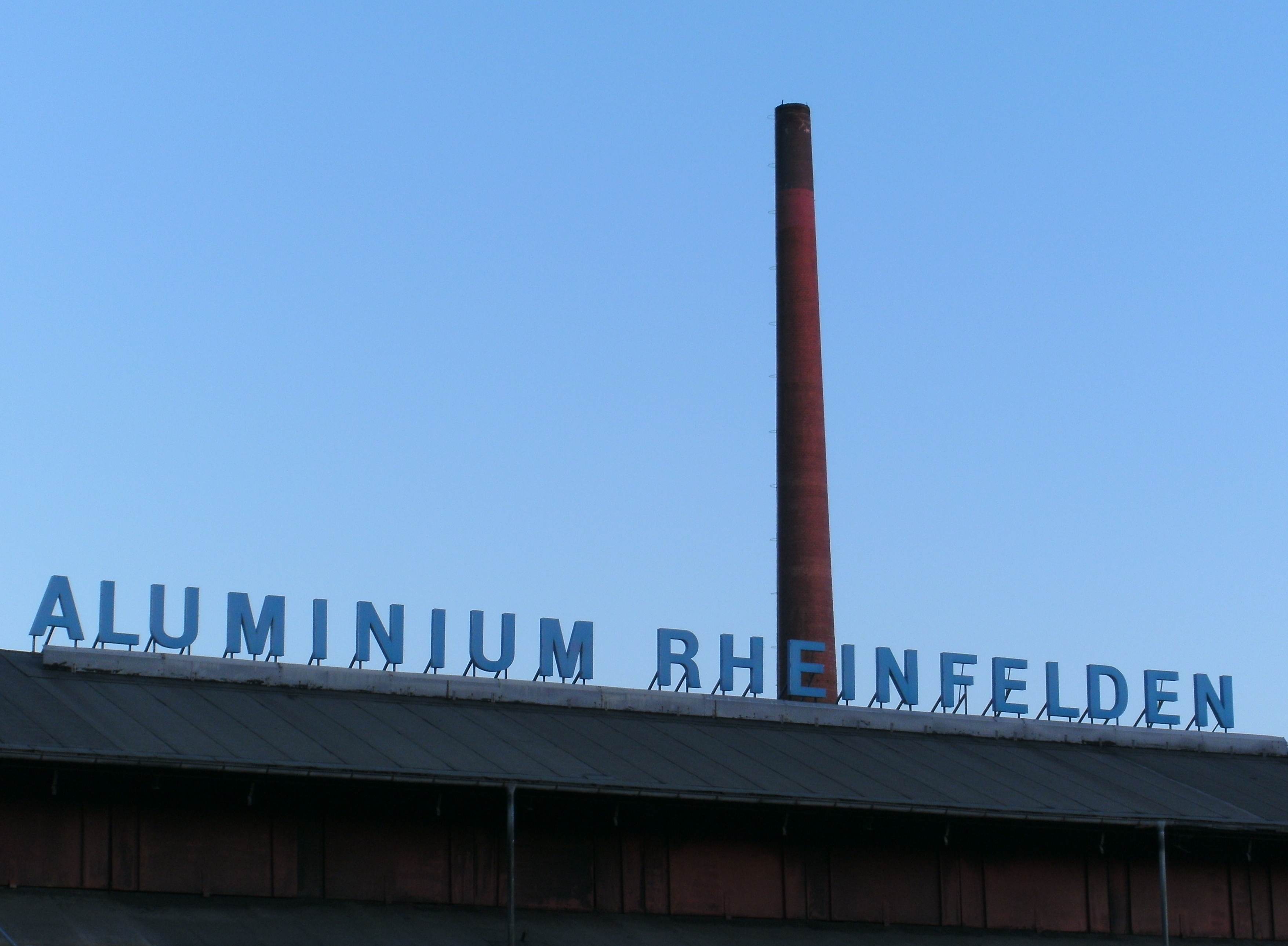
Werkshalle in Rheinfelden

Die „Alu“ wurde 1898 von der Schweizer Aluminium Industrie Aktiengesellschaft (kurz AIAG, später Alusuisse) als erste Aluminiumhütte Deutschlands gegründet. Am 31. Mai des Jahres, zehn Jahre nachdem die AIAG in Neuhausen am Rheinfall die erste Aluminiumhütte Europas in Betrieb genommen hatte, gingen in Rheinfelden zehn Elektrolyseöfen in Betrieb. Grund und Voraussetzung für die Ansiedlung dieser energieintensiven Industrie war der erst drei Jahre zuvor erfolgte Bau des ersten Flusskraftwerkes Europas an dieser Stelle des hier zuvor praktisch unbebauten deutschen Hochrheinufers. Damit einher ging auch der rasante Zuzug vieler Arbeiter, der erst zur Entstehung und späteren Entwicklung der jungen Stadt Rheinfelden (Baden) führte.
Von 1938 bis 1945 war der schweizerisch-deutsche Industriemanager Achim Tobler Werksleiter der Aluminium Rheinfelden. In der Zeit des Nationalsozialismus wurden sowjetische und italienische Zwangsarbeiter ausgebeutet.
1964 begann man mit dem Bau des Butzenbetriebs, damals LMG (Leichtmetallguß) genannt. Die maximale Kapazität lag in Spitzenzeiten bei bis zu 62.000 Tonnen/Jahr. Aufgrund des Anstiegs der Strompreise seit etwa 1970 stieg die Aluminium Rheinfelden bis 1991 nach und nach aus der stromkostenintensiven Elektrolyseproduktion von Rohmetall aus. 1993 wurde die Alu in einem Management-buy-out aus der Muttergesellschaft Alusuisse herausgelöst. Die Butzenproduktion lag damals bei etwa 13.000 Tonnen/Jahr, durch Modernisierungen und Erweiterungen konnte die Kapazität bis heute (2010) auf rund 25.000 Tonnen gesteigert werden.
Die Betriebskrankenkasse der Aluminium Rheinfelden war 1996 eine der Gründerkassen der BKK Hochrhein-Wiesental.
Am 14. April 2019 starb der Unternehmer der Aluminiumwerke, Alois Josef Franke. Er wurde 78 Jahre.
Die Aluminium Rheinfelden Gruppe beantrage am 22. September 2020 beim Amtsgericht Lörrach die Eröffnung eines Schutzschirmverfahrens vor dem Hintergrund der finanziellen Belastungen als Folge der Maßnahmen gegen COVID-19, Mitte April 2021 übernahm der russische Aluminiumproduzent Rusal das Unternehmen. Die Ratingagentur Fitch stufte die Kreditwürdigkeit von Rusal im Zuge der Wirtschaftssanktionen gegen Russland nach dem russischen Überfall auf die Ukraine im März 2022 „von B auf ‚hauptsächlich CC‘“ herab.

## Struktur
Die Produktion ist den drei Geschäftsbereichen Alloys, Semis und Carbon zugeordnet. Diese werden seit 1. Oktober 2008 jeweils als selbstständige GmbH & Co. KG geführt (Rheinfelden Alloys GmbH & Co. KG, Rheinfelden Semis GmbH & Co. KG, Rheinfelden Carbon GmbH & Co. KG). Deren Komplementärin ist jeweils eine eigens gegründete Verwaltungs-GmbH (bei der Alloys die Rheinfelden Alloys Verwaltungs GmbH, bei der Semis die Rheinfelden Semis Verwaltungs GmbH und bei der Carbon die Rheinfelden Carbon Verwaltungs GmbH).

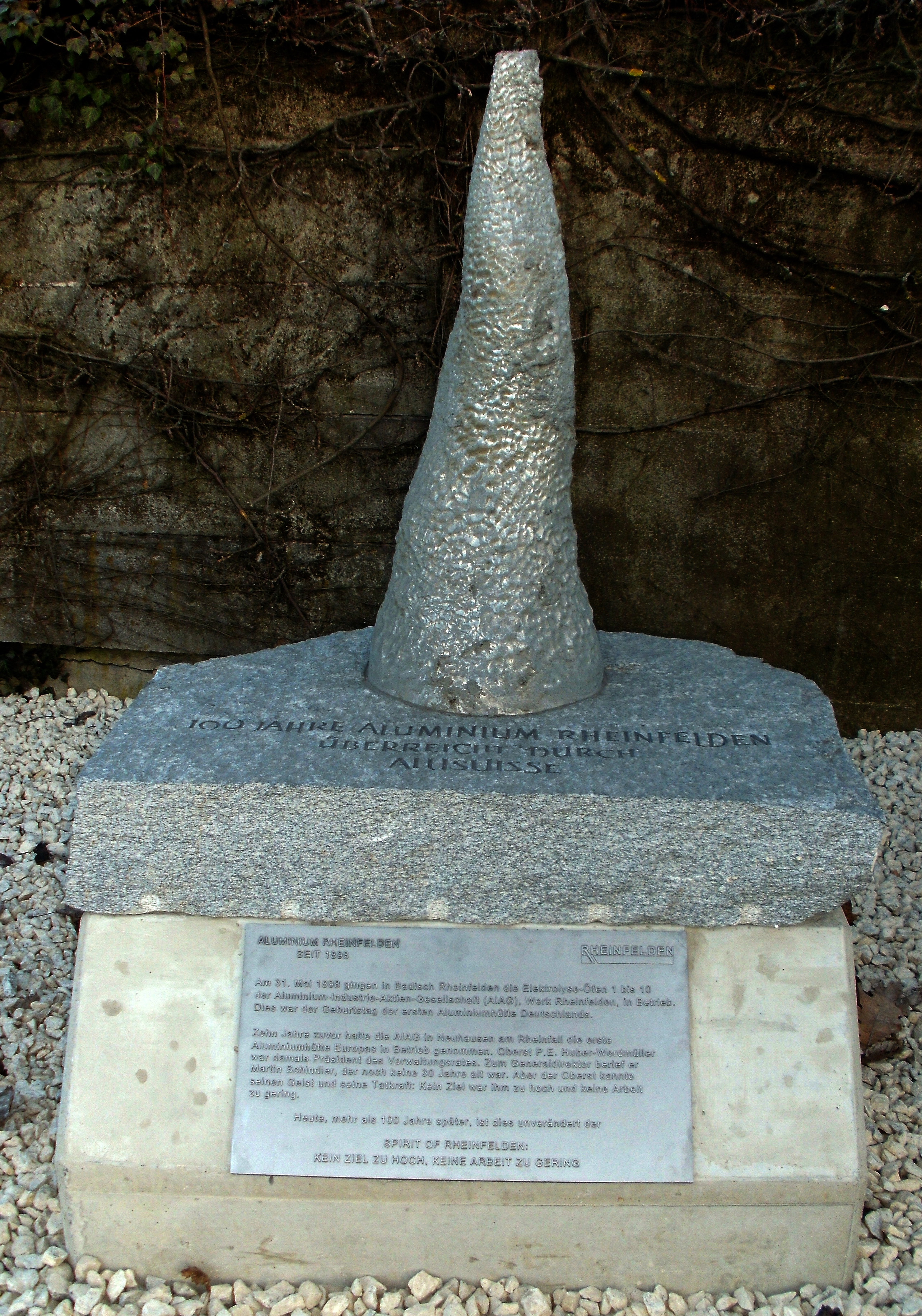
Gedenkstein zum hundertjährigen Jubiläum

Die von Geschäftsführer Alois Franke geleitete Aluminium Rheinfelden GmbH fungiert seit dem 1. Oktober 2008 nur noch als Holding-Gesellschaft und Kommanditistin der Verwaltungsgesellschaften der drei operativen Unternehmensbereiche. Die Holding ist außerdem für die Infrastruktur der Gruppe zuständig (z. B. Strom-, Gas- und Wasserversorgung, Abwasser- und Abfallentsorgung, Werkfeuerwehr, Werkschutz, Finanz- und Rechnungswesen, Informationstechnik).
- Rheinfelden Alloys: Primär-Aluminium-Gusslegierungen für die Automobilindustrie, zum Beispiel für crashrelevante Automobilstrukturteile. Die von der „Alu“ entwickelten Legierungen werden für den außereuropäischen Markt von anderen Unternehmen in Lizenz hergestellt (von der zu Apollo Management gehörenden Noranda Aluminium Inc. in Missouri/USA, von der Vale-Tochtergesellschaft Valesul Aluminio SA in Rio de Janeiro/Brasilien und von der staatseigenen Dubai Aluminium/Dubal in Dubai/Vereinigte Arabische Emirate) bzw. vertrieben (Itochu Corp. in Tokio). Die Produkte für den europäischen Markt stammen aus der eigenen Produktion in Rheinfelden.

- Rheinfelden Semis: Halbzeuge (Butzen), gestanzt aus Reinaluminium; verwendet z. B. für Aerosoldosen, Tuben, Autofeuerlöscher, Kondensatorenbecher, Kfz-Filtergehäuse oder Thermoböden von Edelstahl-Kochtöpfen. Von der Fertigung von 22.000 Tonnen pro Jahr werden 80 % exportiert. Von Ende 2014[6] bis Anfang 2020[7] bestand in Clinton (North Carolina) das 50/50-Jointventure Rheinfelden Americas LLC mit CCL Industries zur Produktion von Aluminiumbutzen.

- Rheinfelden Carbon: Elektroden und Spezialkohlemassen (sog. Söderberg-Pasten) für die elektrometallurgische Industrie (Aluminiumschmelzen, Produzenten von Silizium, Eisen-Alu-Legierungen und andere). Rheinfelden Carbon stellt pro Jahr rund 50.000 Tonnen Carbonprodukte her.